# Le Baron Joseph Vialètes de Mortarieu
Le Baron Joseph Vialètes de Mortarieu  est un tableau peint en 1805 par Jean-Auguste-Dominique Ingres. Le portrait fait partie d'une série représentant des personnalités de la ville de Montauban et connaissances du peintre. Le modèle, devenu maire de Montauban l'année de la réalisation du tableau, appartenait à une vieille famille de la ville, pour laquelle le père d'Ingres avait travaillé. En 1820 Pierre-Joseph Vialètes de Mortarieu fut, avec Jean-François Gilibert, à l'origine de la commande au peintre par le gouvernement du Vœu de Louis XIII. Le tableau fait partie des collections du Norton Simon Museum.

## Description
Le portrait qui s'inscrit dans un rectangle vertical, représente le baron Vialètes de Mortarieu, coupé à mi-buste, de trois-quarts, regardant le spectateur. Il est habillé d'un habit noir échancré au niveau du col et arborant des décorations, avec un gilet dont on perçoit les revers blancs que surmonte une large cravate nouée de même couleur. Le visage est encadré de cheveux bouclés et courts. La figure se découpe sur un fond de ciel nuageux. Le tableau est signé Ingres en bas à gauche.

## Provenance
Collection du modèle et à sa mort en 1849, de ses héritiers jusqu'en 1905, année de la mise en vente du tableau à un marchand de Biarritz. Vente Delas ou Dufor-Quercy à Biarritz ou Montauban en 1929. Dans une collection privée en 1956. Le tableau se trouve en 1979 dans la galerie Schmit à Paris, il est vendu en 1981 à la Norton Simon Foundation (inventaire F.1983.03.P)